# Jüdischer Friedhof (Hechingen)

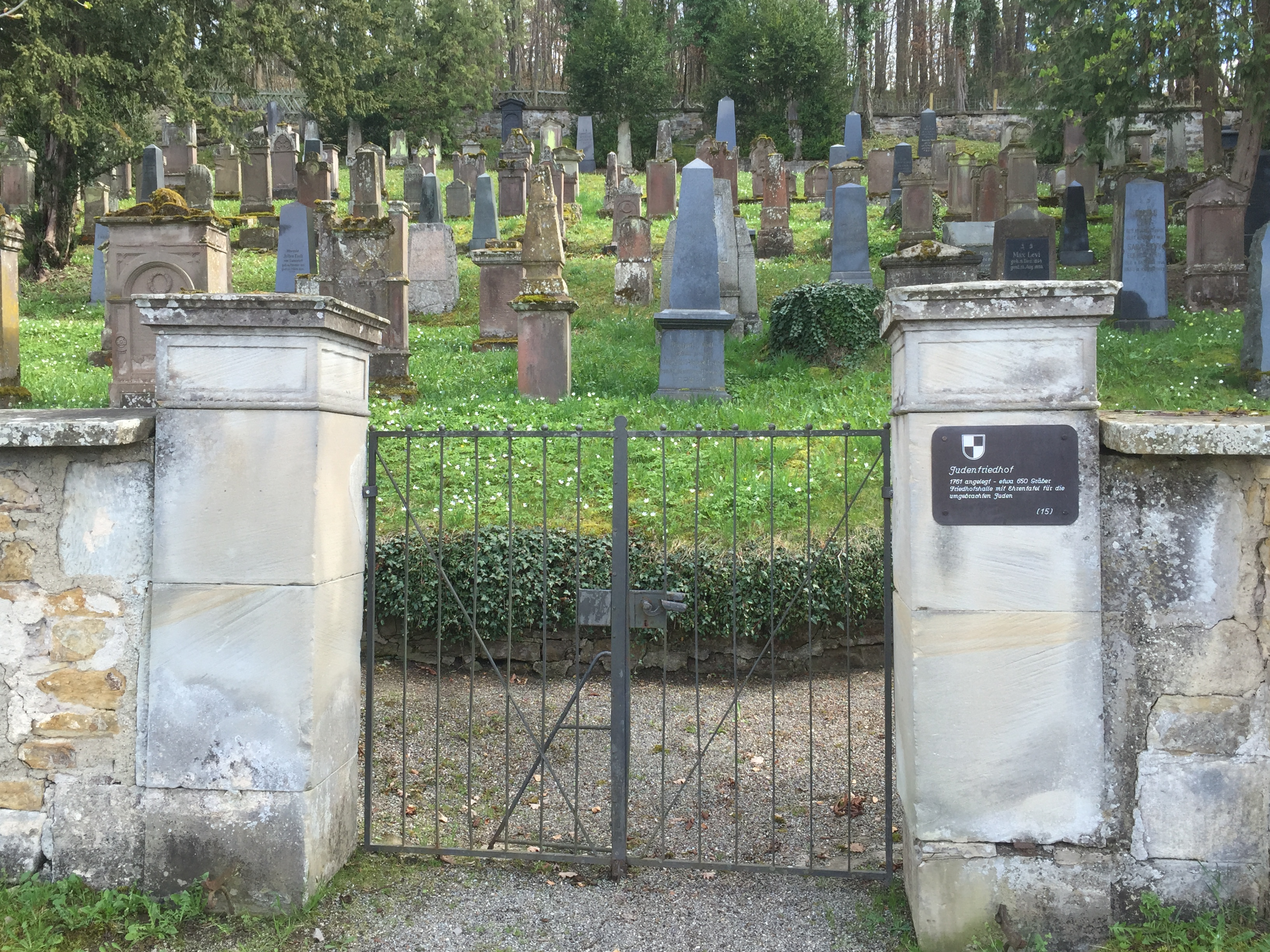
Jüdischer Friedhof in Hechingen

Der Jüdische Friedhof ist ein Friedhof auf der Gemarkung der Stadt Hechingen im Zollernalbkreis in Baden-Württemberg. Er ist ein geschütztes Kulturdenkmal.

## Beschreibung
Der jüdische Friedhof liegt am sogenannten Galgenrain zwischen Hechingen und Sickingen nördlich unweit der L 410. Es sind insgesamt 651 Grabsteine vorhanden. Der älteste sicher datierte Grabstein stammt aus dem Jahr 1747.

## Geschichte

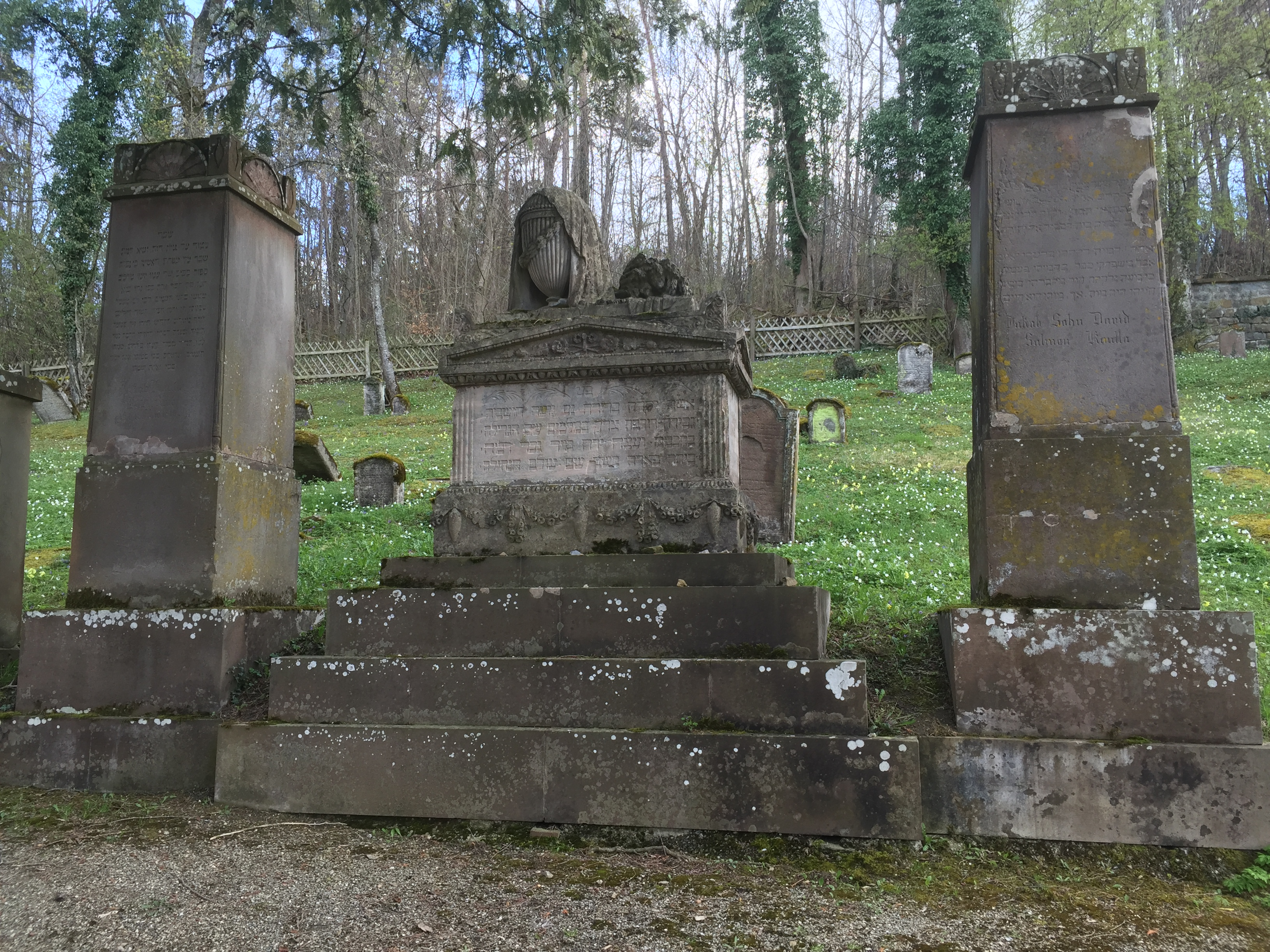
Grabmonument von Karoline Kaulla

Belegt wurde der Friedhof vermutlich ab Mitte des 17. Jahrhunderts bis zum Jahr 1941 und dann wieder in den Jahren 1958, 1995 und seit 2002.
Ursprünglich war der Friedhof, außerhalb der Stadt und in der Nähe des Galgens, nicht umfriedet. Erst 1764 konnte Karoline Kaulla (1739–1809), zu ihrer Zeit eine der größten Hoffaktorinnen und als reichste Frau Deutschlands geltend, die Erlaubnis für eine Einzäunung erwirken. Im Jahr 1800 wurde das Gelände ummauert und auch der nahegelegene Galgen verschwand.
Karoline Kaulla und Julius Koch (1816–1895), königlich-württembergischer Hof-Früchtehändler und der Großvater mütterlicherseits von Albert Einstein, sind auf dem jüdischen Friedhof bestattet.
In den Jahren 1990, 1993 und 2018 wurde der Friedhof geschändet: 1990 wurden 95 Grabsteine umgestürzt und mit Hakenkreuzen beschmiert; 1993 wurden 15 Grabsteine umgeworfen und teilweise zerstört, 2018 zwei Grabsteine.
Wegen des ansteigenden Geländes ist der Friedhof durch Hangrutschungen bedroht. Deshalb wurde die Friedhofsmauer 2018 mit Unterstützung der Denkmalstiftung Baden-Württemberg saniert und zum Denkmal des Monats November 2018 ernannt.

## Trauerhalle

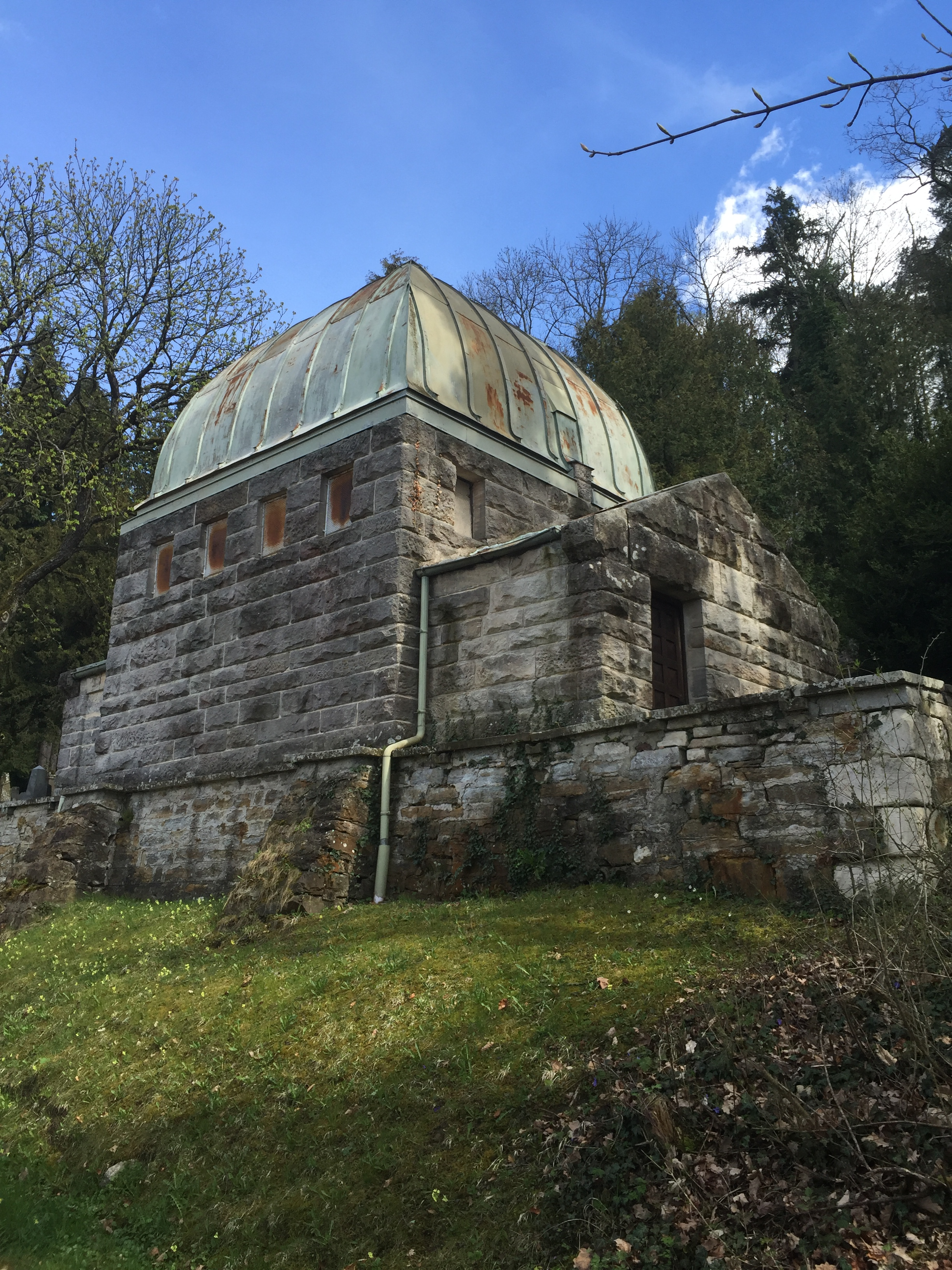
Trauerhalle